# Lindsay Shepherd Olive
Lindsay Shepherd Olive (ur. 30 kwietnia 1917 we Florence, zm. 19 października 1988 w Highlands) – amerykański mykolog.

## Życiorys
Lindsay Shepherd Olive urodził się we Florence w Południowej Karolinie. Był najstarszym z trojga dzieci rodziny rolników. W 1934 roku rozpoczął studia chemiczne na Uniwersytecie Karoliny Północnej, ale wkrótce zainteresował się mykologią. W 1938 roku uzyskał tytuł licencjata, w 1940 tytuł magistra, a w 1942 r. doktora. W 1942 r. podczas studiów ożenił się z Anną Jean Grant. Po ukończeniu studiów pracował jako nauczyciel botaniki. Po trzech latach pracy na Uniwersytecie Stanu Luizjana w 1949 r. przeniósł się na Uniwersytet Columbia w Nowym Jorku. W 1955 r. złożył wniosek o grant Guggenheima na wsparcie projektu badawczego o grzybach Tremellales Wysp Towarzystwa. Za wniosek ten senator William Proxmire zaproponował go na kandydata  do Złotego Runa. Była to organizacja, która piętnowała marnotrawstwo funduszy publicznych. Pomimo tego incydentu, Olive nadal zajmował się taksonomią i filogenezą grzybów. W tym samym czasie rozpoczął długofalową współpracę z Bernardem Ogelvie Dodge nad genetyką workowców (Ascomycota). Pod koniec lat pięćdziesiątych poznał Carmen Stoianovitch, z którą przez ponad dwie dekady pracował nad taksonomią i biologią śluzowców.
W latach sześćdziesiątych Olive był prezesem Mycological Society of America (Amerykańskie Towarzystwo Mykologiczne). W 1968 roku przeniósł się z Uniwersytetu w Kolumbii z powrotem na Uniwersytet Karoliny Północnej. W 1982 roku Olive przeszedł na emeryturę, w 1983 r. został wybrany na członka National Academy of Sciences. Rok później zdiagnozowano u niego chorobę Alzheimera, na którą zmarł w 1988 roku po czterech latach opieki.

## Praca naukowa
Jego specjalnością były grzyby trzęsakowce (Tremellales) i śluzowce. W ich opracowanie wniósł wybitny wkład. W czasie II wojny światowej z ramienia Departamentu Rolnictwa Stanów Zjednoczonych zajmował się również przejściowo, choć beznamiętnie, chorobami roślin. Do około 1953 r. zajmował się pasożytniczymi grzybami z rodziny rdzowatych (Pucciniaceae).
Jego główne dzieło „The Mycetozoans” z 1975 roku było zwieńczeniem jego pracy na temat śluzowców i nadal jest często cytowanym standardem. Jego zbiór, obejmujący 4000 okazów, jest przechowywany w Bibliotece Louis Round Wilson na Uniwersytecie Północnej Karoliny w Chapel Hill.
Przy nazwach naukowych utworzonych przez niego taksonów dodawany jest skrót jego nazwiska L.S. Olive.